# Ioánnina
Ioánnina (parfois en français : Jannina ou Janina ; en grec moderne : Ιωάννινα, souvent orthographiée Γιάννενα / Yiannena ou encore Γιάννινα / Yiannina ; en albanais : Janinë / Janina ; en bulgare : Янина) est la ville la plus importante d'Épire, au nord-ouest de la Grèce. C'est le chef-lieu du district régional d'Ioánnina, ainsi que la capitale de la périphérie d'Épire, mais aussi celle du diocèse décentralisé d'Épire-Macédoine occidentale.

## Géographie
La population de la municipalité de Ioánnina est de 111 740 habitants selon le recensement de 2011 (7e ville de Grèce). La localité est située à 435 km au nord-ouest d'Athènes, à 350 km au sud-ouest de Thessalonique et à 95 km du port d'Igoumenítsa. Elle se trouve à une altitude de 491 m, sur la rive ouest du lac Pamvotida.

## Population
| 1913   | 1920   | 1928   | 1940   | 1951   |
| ------ | ------ | ------ | ------ | ------ |
| 16 804 | 20 765 | 20 485 | 21 887 | 32 315 |

| 1961   | 1971   | 1981   | 1991   | 2001   |
| ------ | ------ | ------ | ------ | ------ |
| 34 997 | 40 130 | 44 829 | 56 699 | 67 384 |

| 2011   | 2021   | - | - | - |
| ------ | ------ | - | - | - |
| 65 574 | 64 896 | - | - | - |

## Transports

### Transport aérien
Ioannina abrite l'aéroport d'Ioannina.

### Liaisons routières
L'autoroute A2 (Egnatia Odos), qui fait partie de la route européenne 90, passe par Ioánnina.
Elle relie le port d'Igoumenítsa de la côte ouest, au village de Kípi, à la frontière orientale gréco-turque.
L'autoroute A5 relie Ioánnina à Patras.
La route nationale E05 mène à Antirion, la route nationale E06 reliant Igoumenítsa à Vólos traverse Ioánnina.
La route nationale E020  relie Ioánnina à Kozáni.

## Histoire
Deux origines sont avancées pour le nom de la ville. Ioánnina proviendrait du nom du constructeur de la forteresse, un certain Ioánnis. Elle pourrait tirer son nom du monastère dédié à saint Jean Baptiste qui se situait dans la forteresse avant sa destruction en 1611. Les deux hypothèses ne sont bien sûr pas exclusives l'une de l'autre.
La ville aurait été fondée (ou fortifiée seulement selon Procope de Césarée) par l'empereur byzantin Justinien au VIe siècle. En 879, on sait qu'elle était le siège d'un évêché : Zacharias, évêque de Ioanniki signe le registre du synode à Constantinople. Elle abritait entre autres une importante communauté romaniote.
Pendant longtemps, la ville se limite à la forteresse.
En 1430, la ville est conquise par les armées de Mourad II sur le comte de Céphalonie et devient la capitale du pachalik d'Épire.

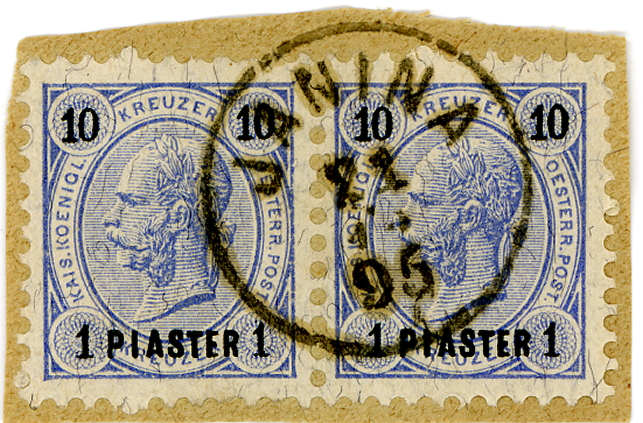
Timbres du Levant autrichien, oblitérés JANINA en 1895

Au début du XIXe siècle, elle est la capitale d'Ali Pacha, le gouverneur d'Albanie, de Macédoine et de Thrace, nommé par l'empire ottoman, et qui est tué en 1822 par des agents du sultan dans le monastère de Panteleïmon sur l'île située au centre du lac Pamvotis, après un siège au cours duquel la ville est détruite.
Un bureau de poste autrichien y est ouvert en 1857. La ville est alors le chef-lieu du pachalik de Ioannina qui couvre l’Épire et le sud de l'Albanie et qui devient en 1867 le vilayet de Ioannina.
La ville est rattachée à la Grèce en 1913, à l'issue de la première guerre balkanique.
Le 2 juin 2019, le professeur Moses S. Elisaf, responsable de la minuscule communauté juive de Ioánnina est élu maire, probablement le tout premier juif de l’histoire moderne de la Grèce à prendre la tête d’une municipalité.

## Ioánnina auXXIesiècle
Ioánnina est une ville étudiante qui accueille quelque 13 000 étudiants de l'université de Ioannina.
La ville possède trois mosquées réaffectées, chose rare en Grèce. Une importante communauté albanaise y est également établie[réf. nécessaire].

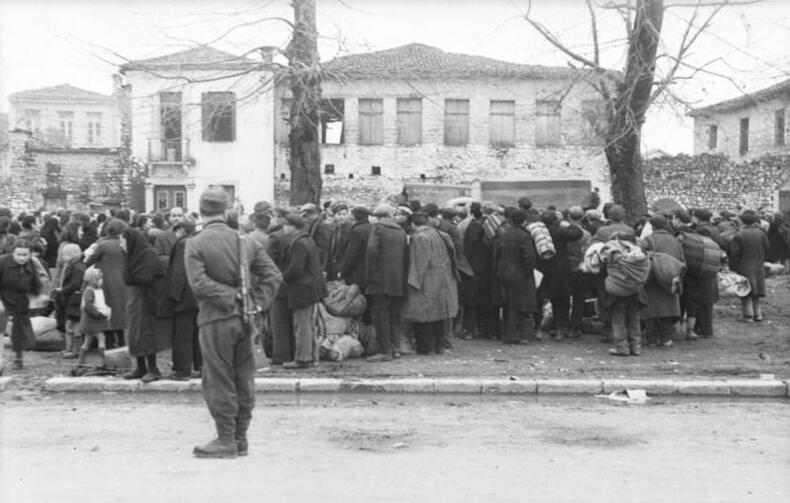
Déportation des juifs de Ioánnina.

La communauté juive romaniote, très ancienne, a été presque éradiquée par les nazis ; la communauté ne compte plus qu'une cinquantaine de membres. Elle possède une synagogue dans le quartier du Kastro.
Ioánnina a donné son nom à un compromis sur les règles de vote au sein du Conseil de l'Union européenne : le compromis de Ioánnina du 27 mars 1994, qui a mis fin à un long débat sur les règles de vote et de prise de décision dans l'Union européenne élargie à la Finlande, l'Autriche, la Suède et la Norvège, a eu à trancher la question de la minorité de blocage.

## Éducation
L'université d'Ioánnina est une située à cinq kilomètres au sud-ouest d'Ioánnina.
L'université a été fondée en 1964, comme partie l'Université Aristote de Thessalonique et est devenue une université indépendante en 1970.
Aujourd'hui, l'université est l'une des principales institutions universitaires de Grèce,,.

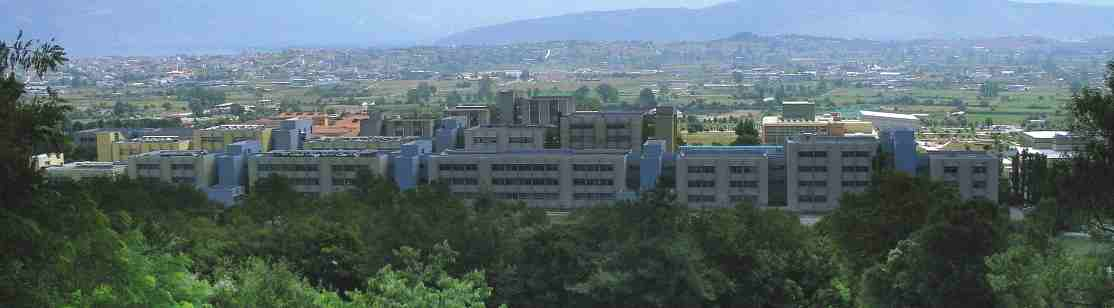
L’Université de Ioannina

## Jumelages
| Ville | Ville   | Pays | Pays    | Période     |
| ----- | ------- | ---- | ------- | ----------- |
|       | Avignon |      | France  | depuis 1984 |
|       | Korçë   |      | Albanie |             |

## Personnalités
- Ali Pacha de Janina (v. 1750–1822), gouverneur et chef militaire ottoman né à Tepelen (Albanie actuelle).
- Athanásios Psalídas (1767–1829), né à Ioánnina, un des premiers écrivains grecs modernes.
- Essad Pacha (1862–1952) et son frère Vehib Pacha (1877-1940), généraux ottomans ; leur père avait été maire de Ioánnina.
- Rachid Akif Pacha (en) (1863–1920), homme politique ottoman
- Mit'hat Frashëri (1880–1949), né à Ioánnina, diplomate, écrivain et homme politique albanais.
- Dimosthénis Kókkinos (el) (1926–1991) né à Neraïda de Tríkala, écrivain et directeur de la revue littéraire et historique "IPIROTIKI ESTIA" (1956-1991)
- Károlos Papoúlias, (1929-2021) né à Ioánnina, président de la République grecque de 2005 à 2015.
- Michális Spéngos, né à Ioánnina en 1963, écrivain.
- Sotíris Leontíou, né à Ioánnina en 1984, footballeur.

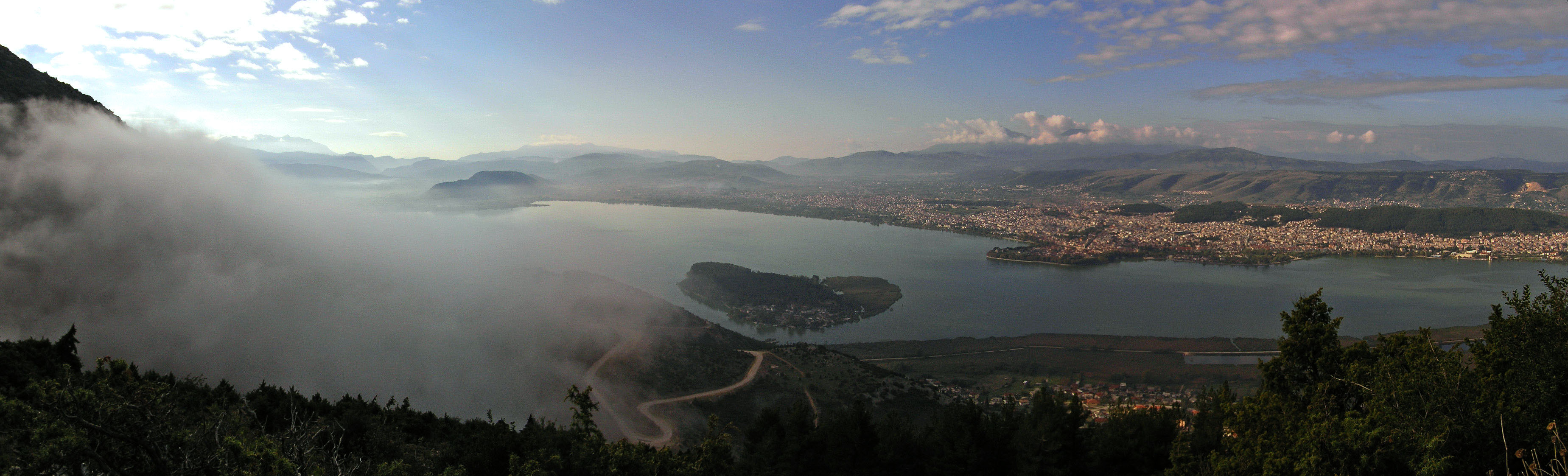
La ville et l'île de Ioannina, sur le lac Pamvotis.

## Galerie

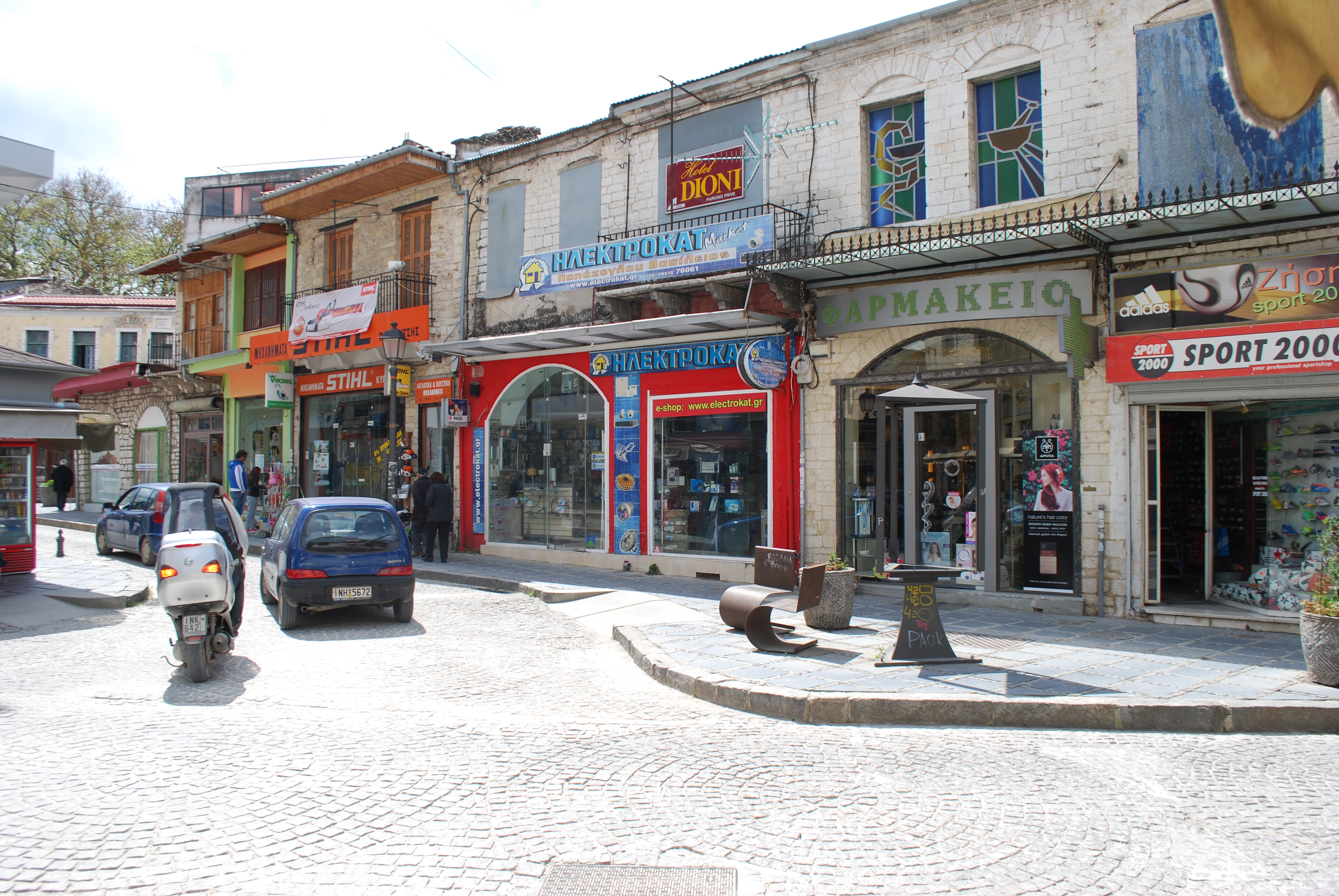
Une place commerçante typique de la ville (2014).
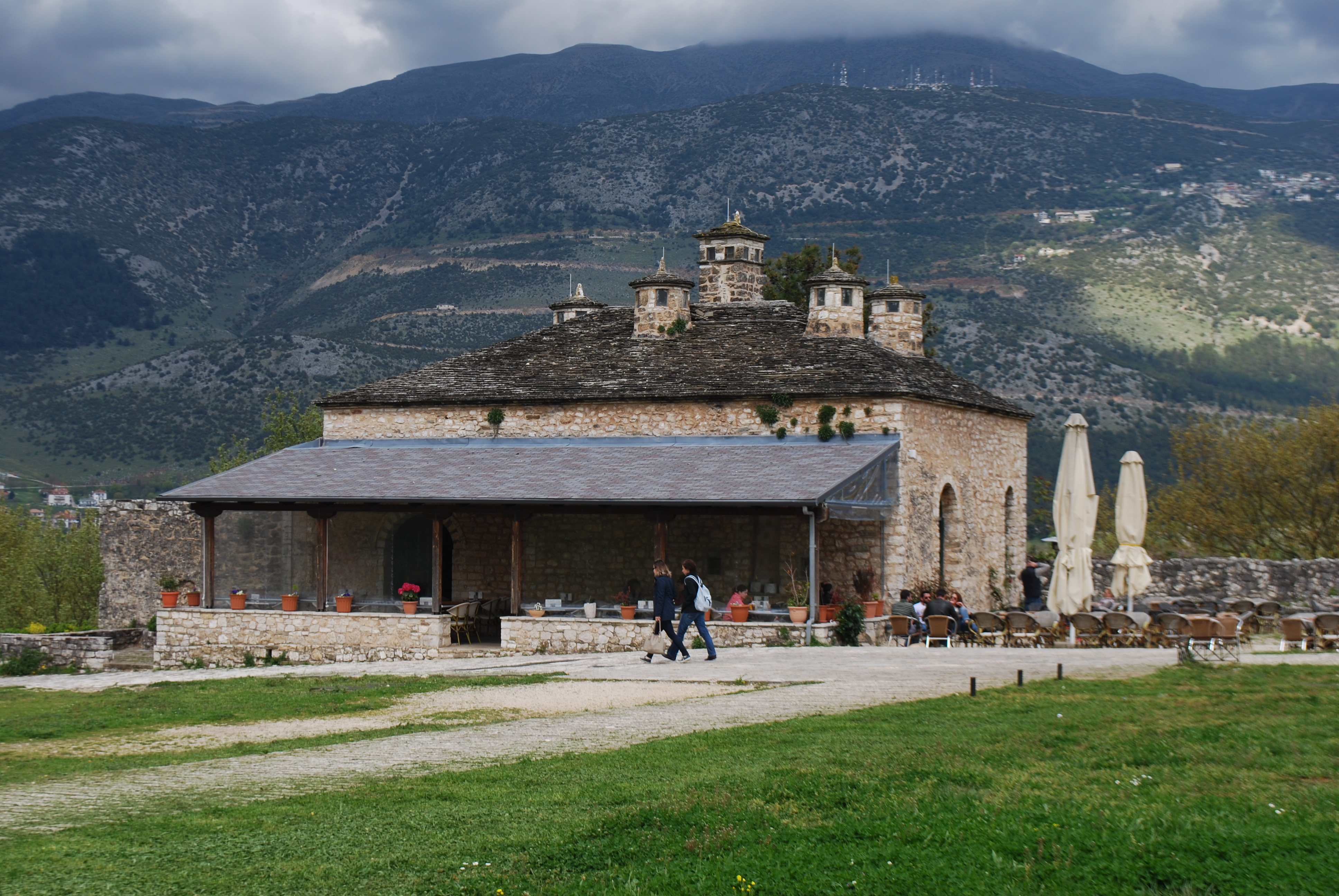
Château de Ioánnina.
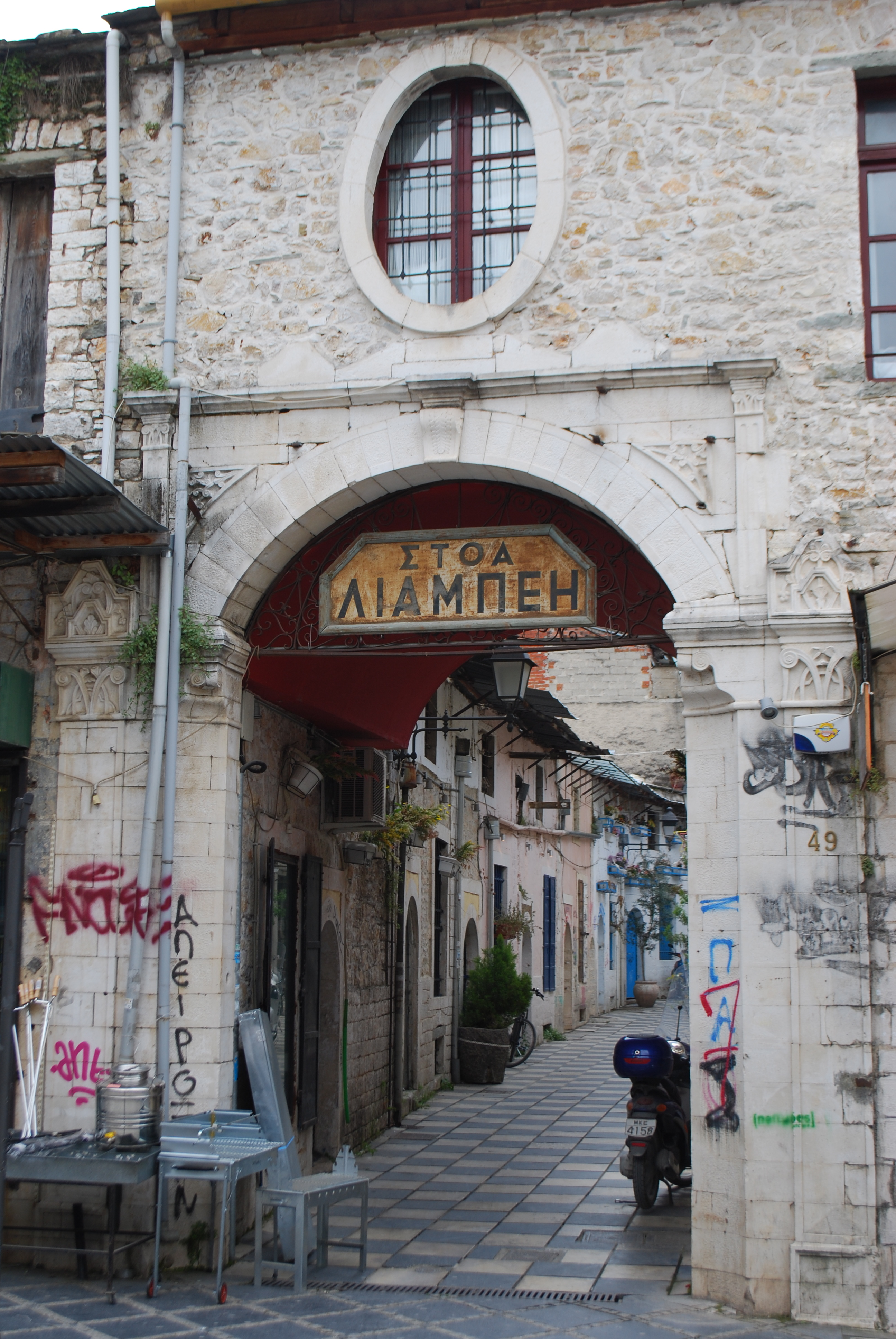
Une porte de la vieille ville.
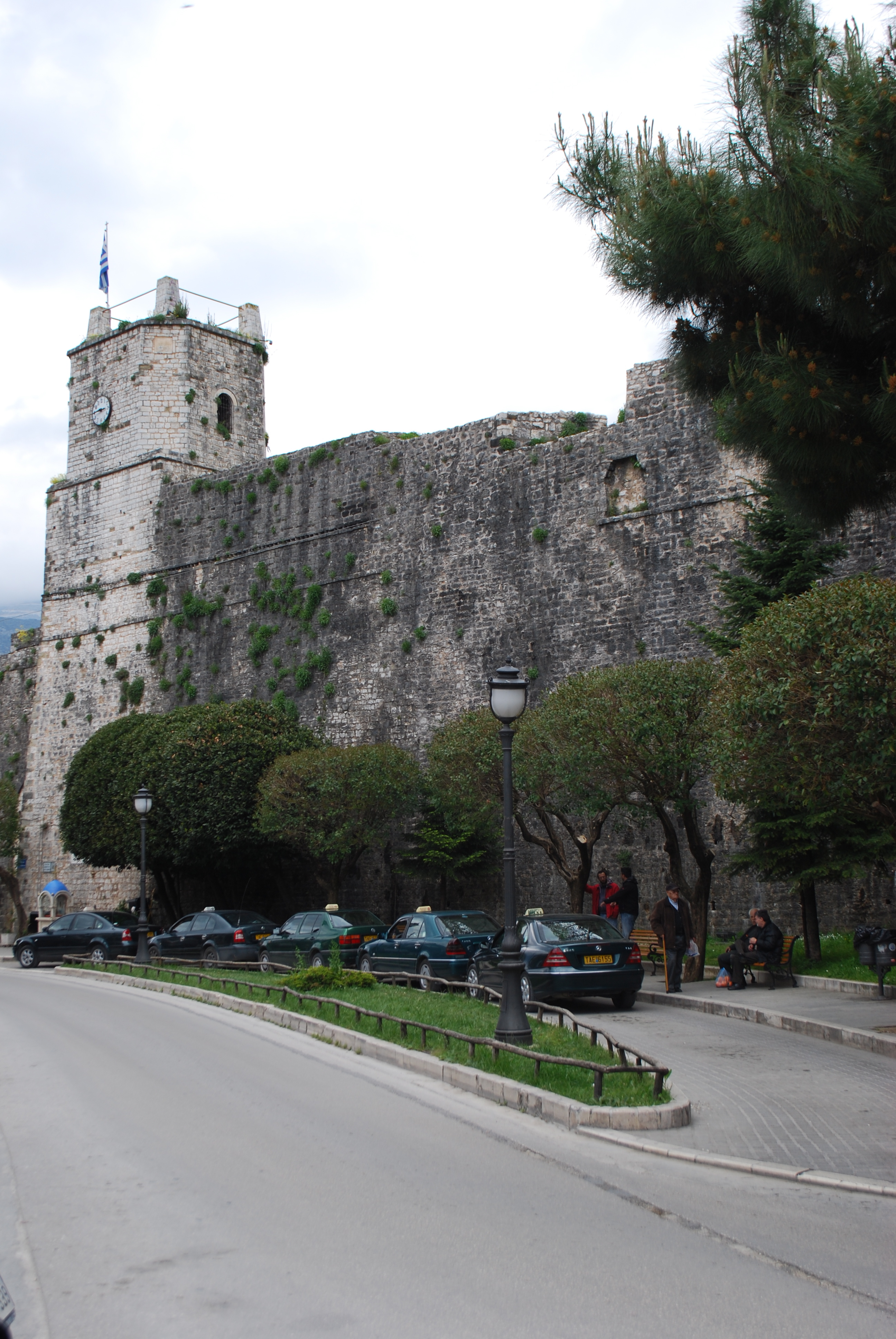
Remparts de la forteresse.
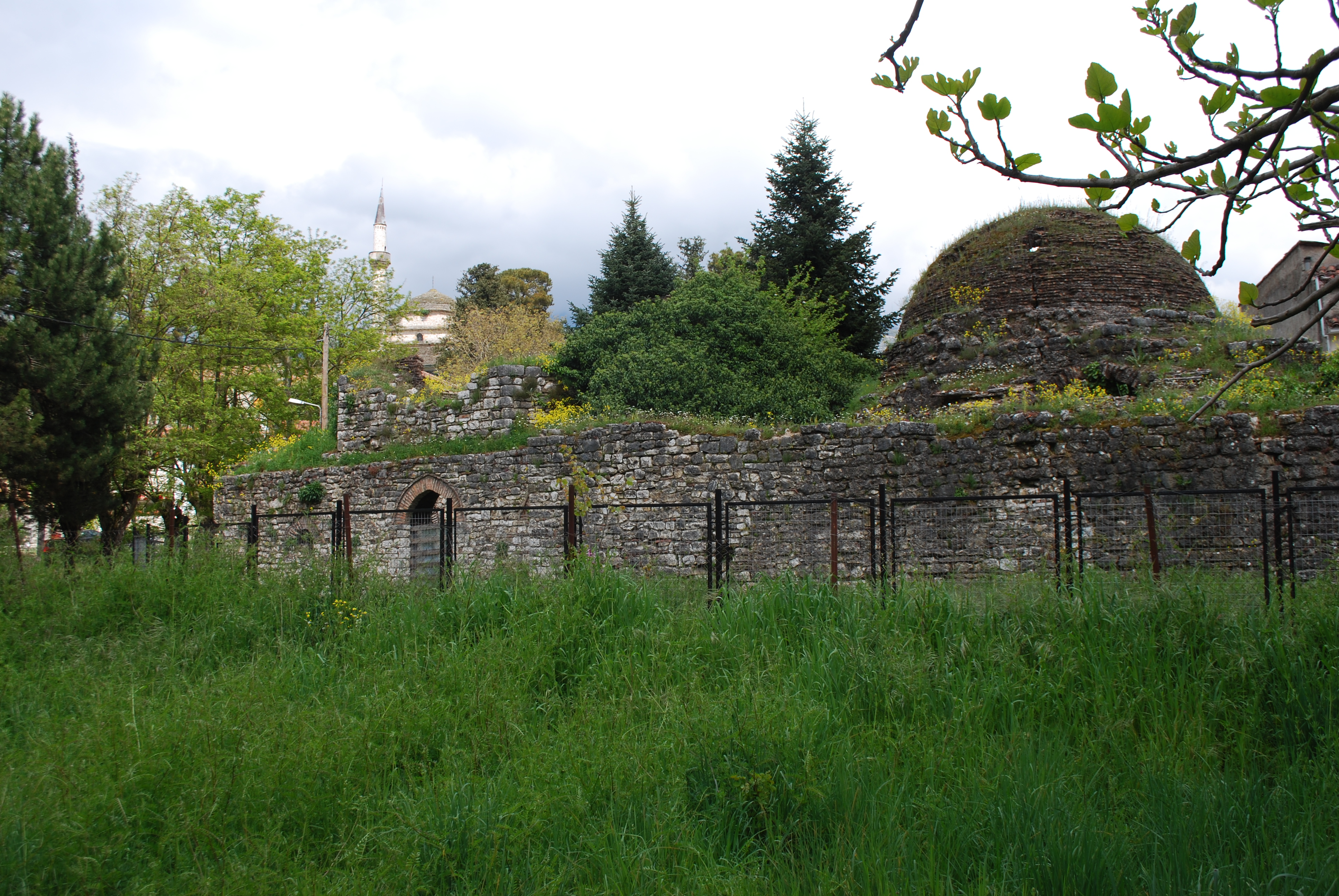
Vestiges des bains ottomans.
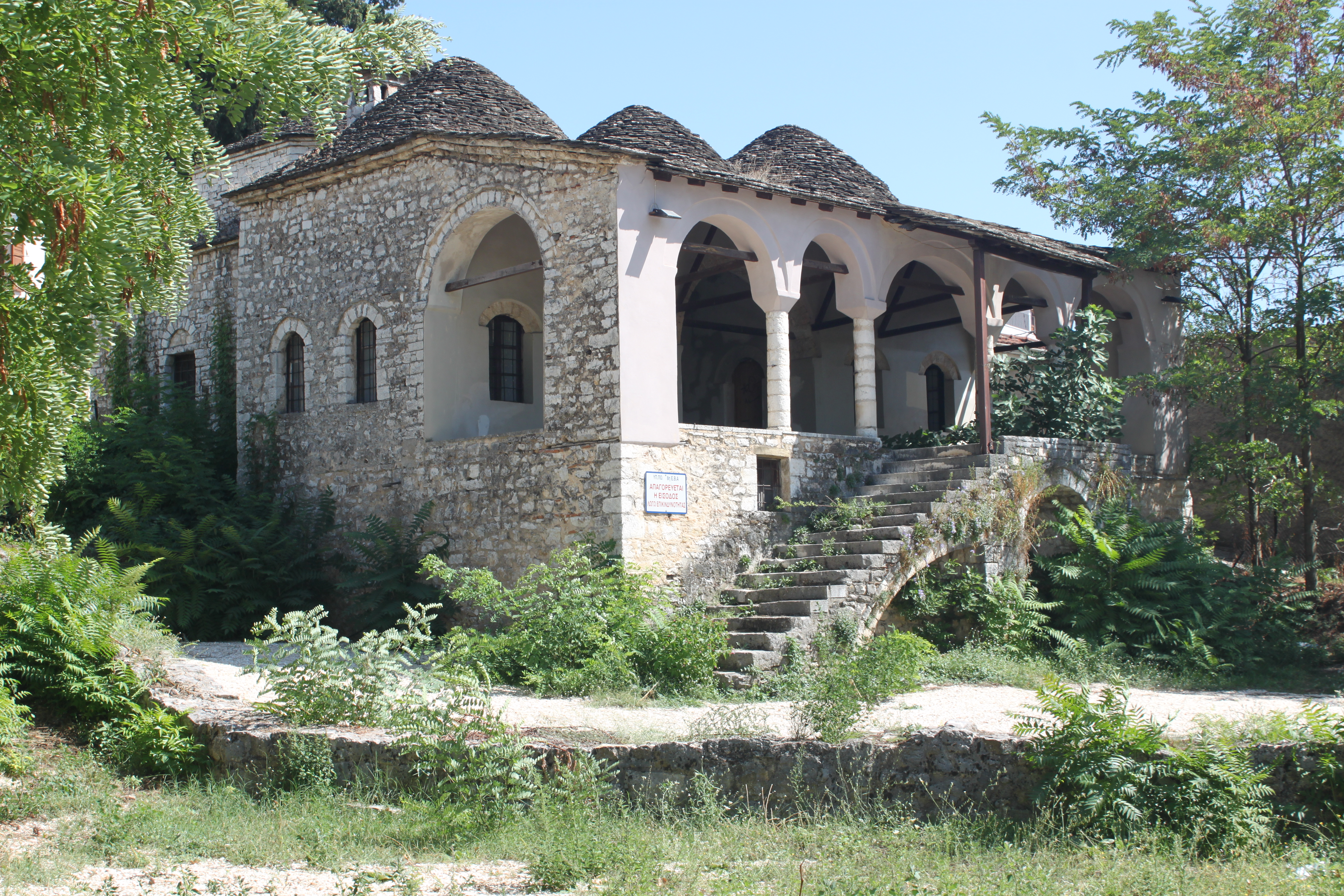
Ancienne bibliothèque ottomane.
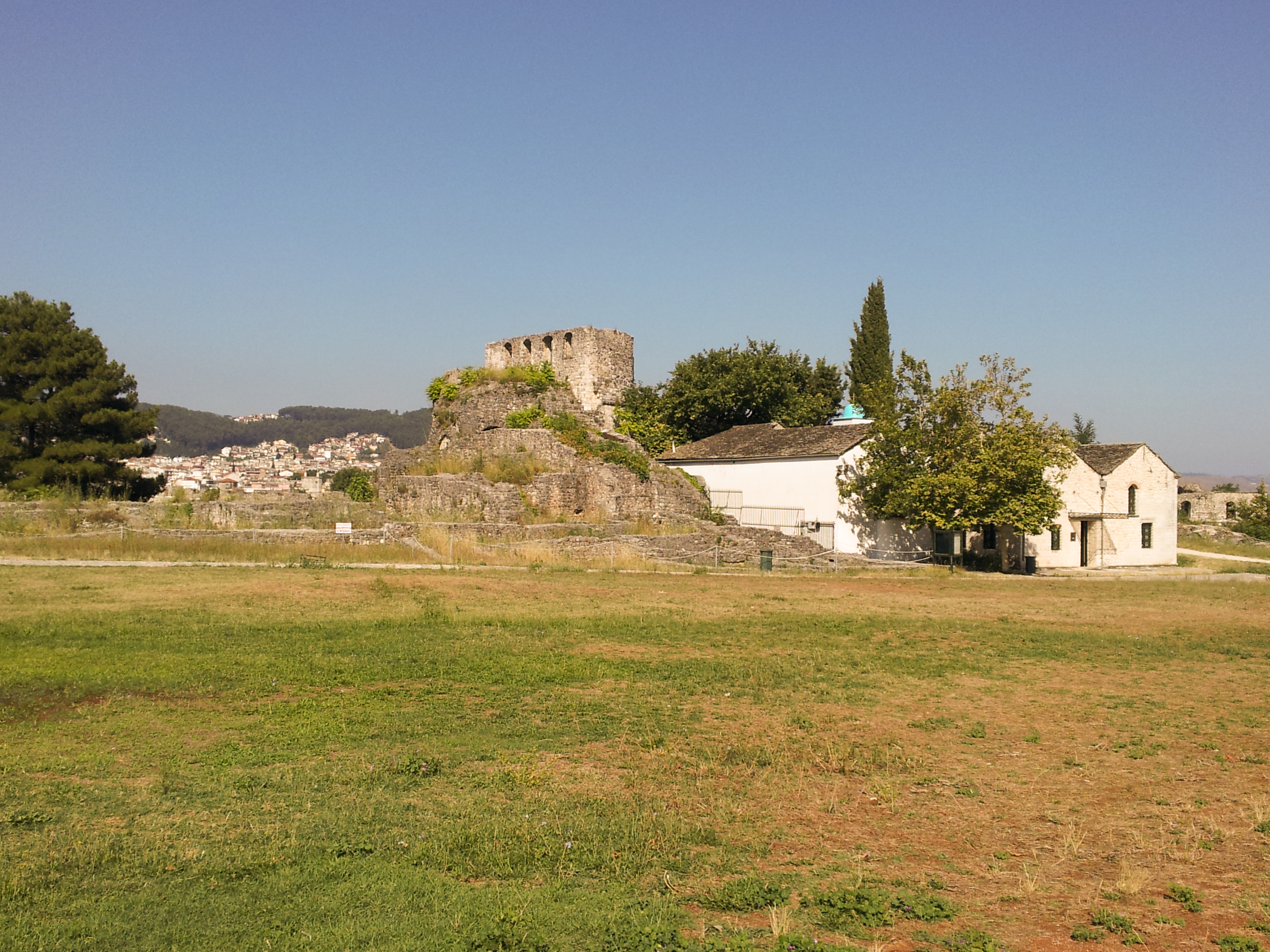
Ruines du palais d'Ali Pasha.
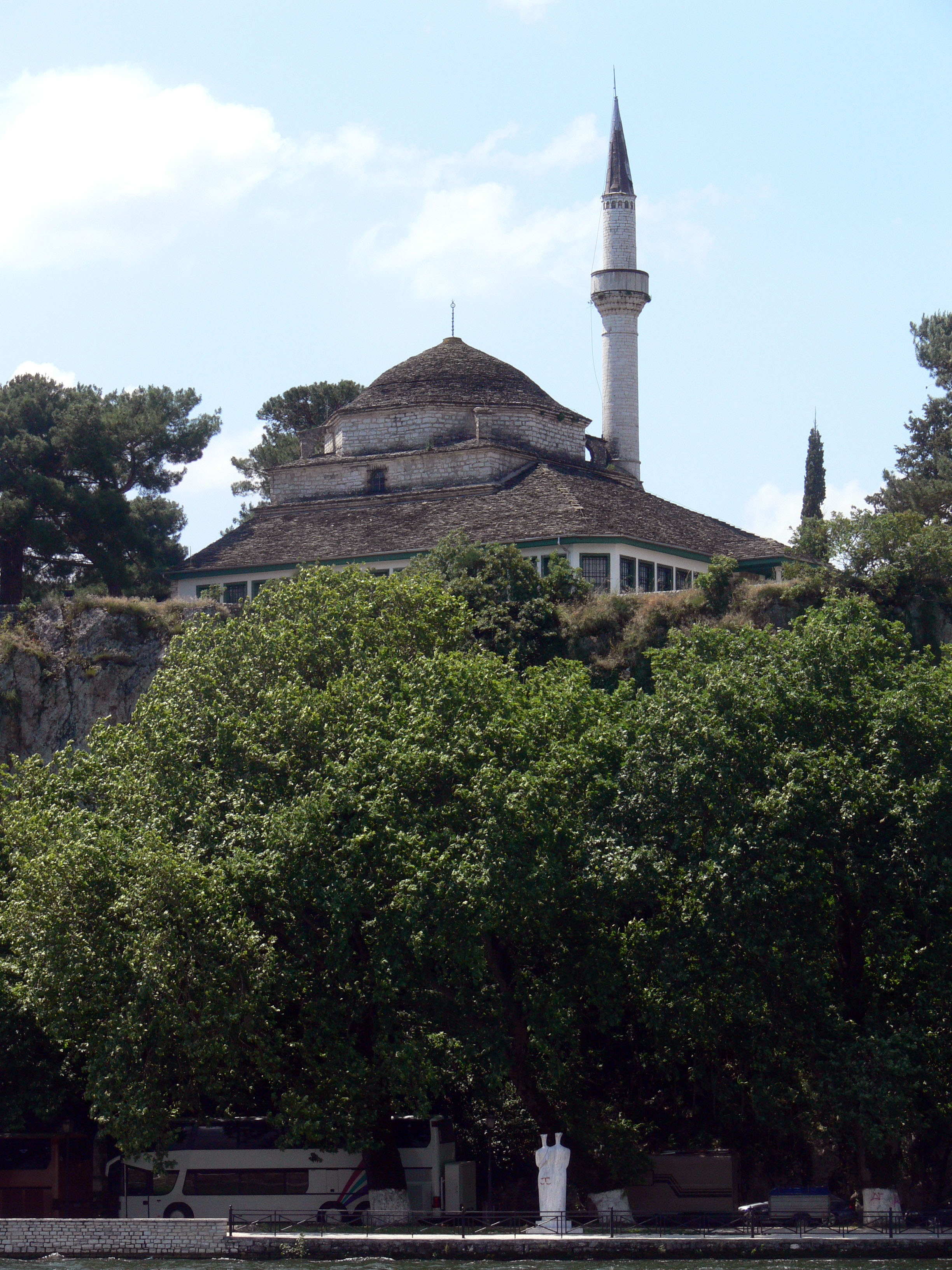
Mosquée d'Aslan Pacha, vue du lac.
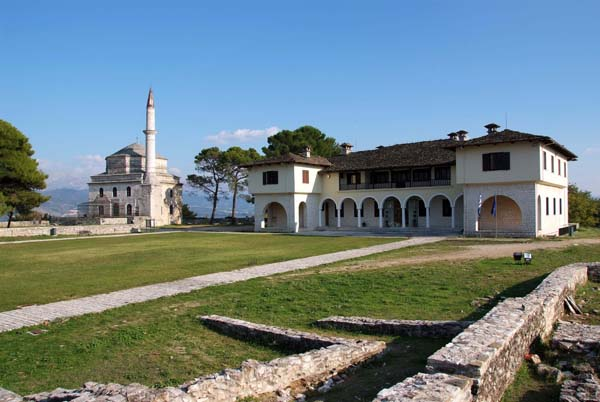
Musée byzantin.
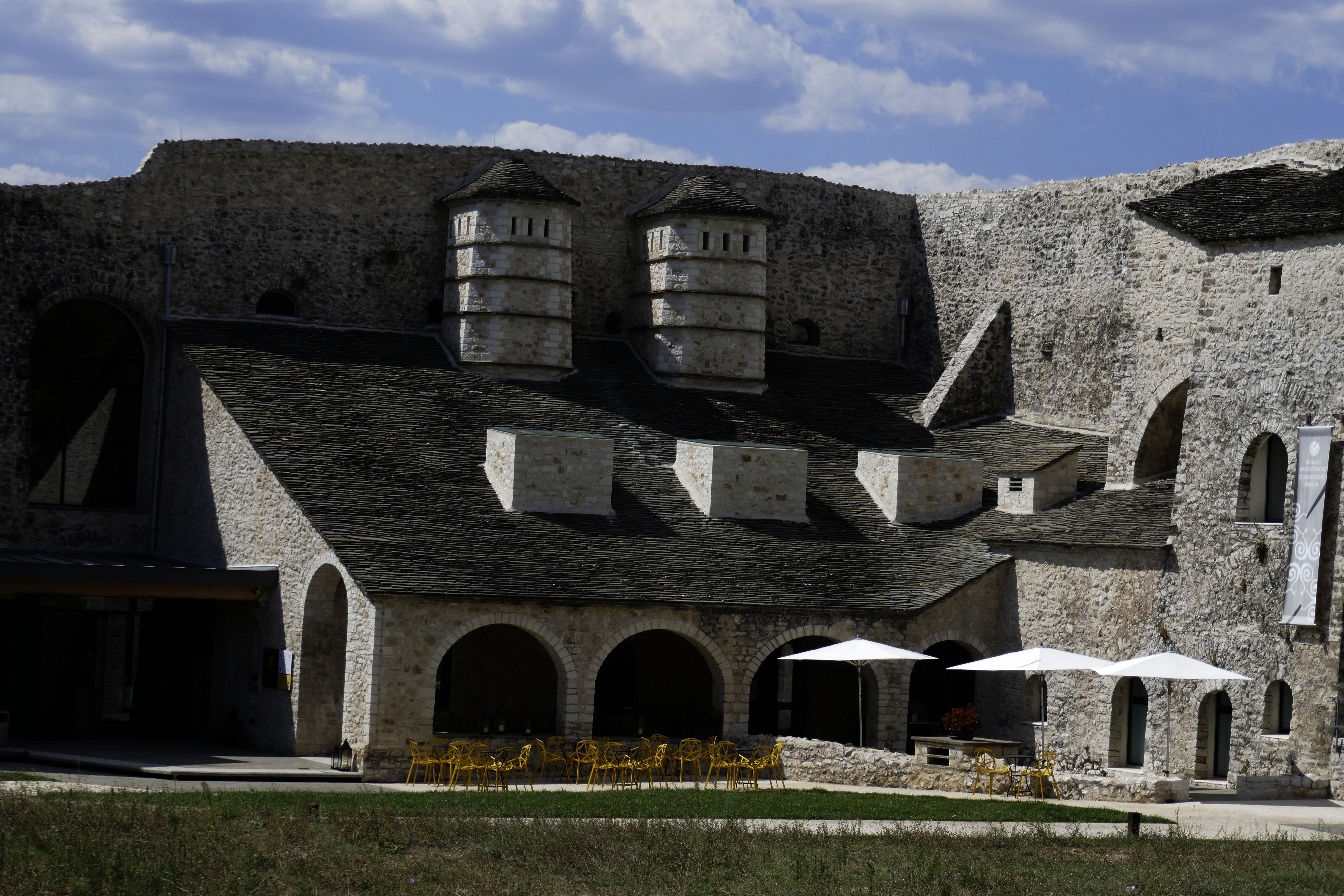
Musée de l'orfèvrerie de Ioánnina.
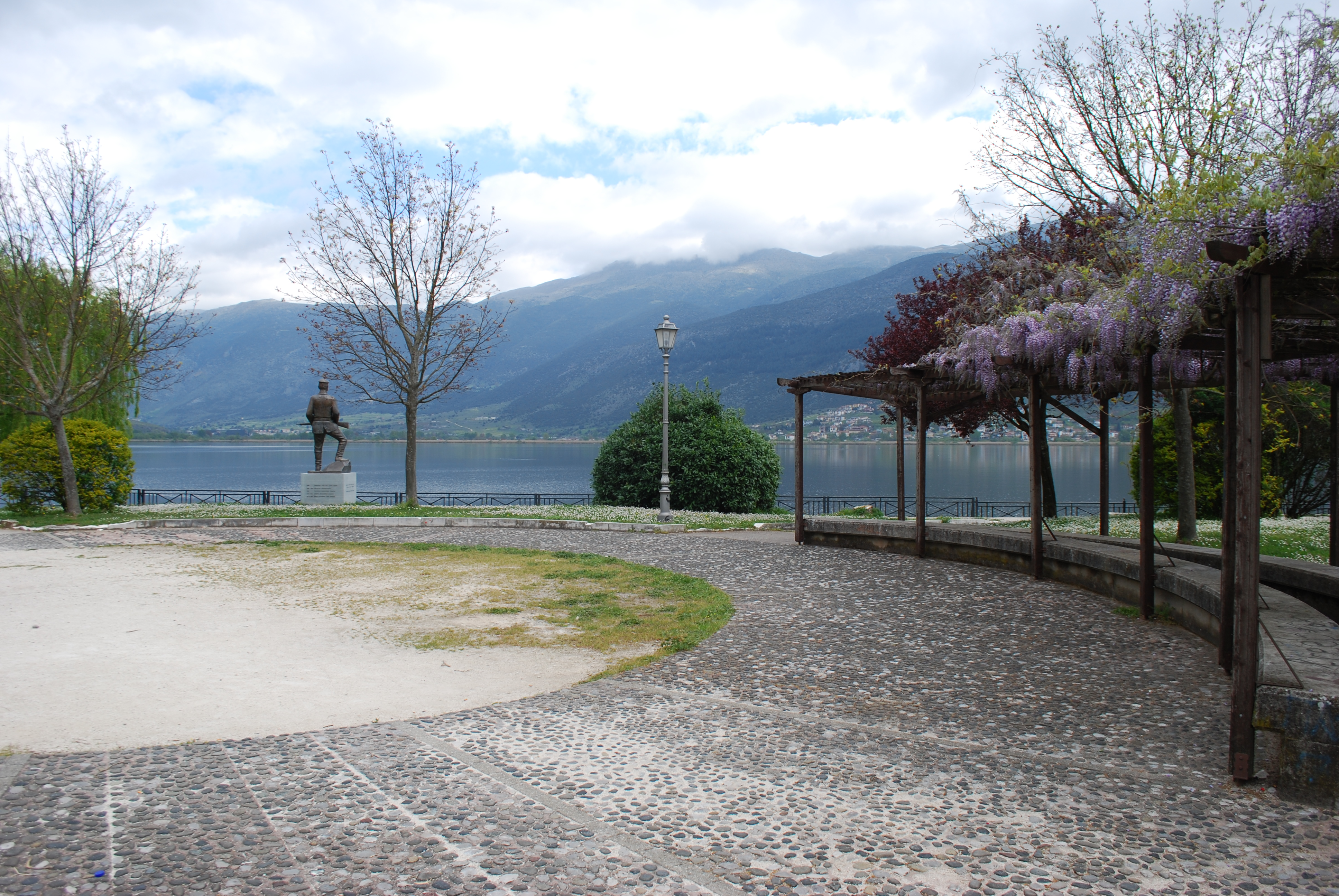
Square sur le lac.
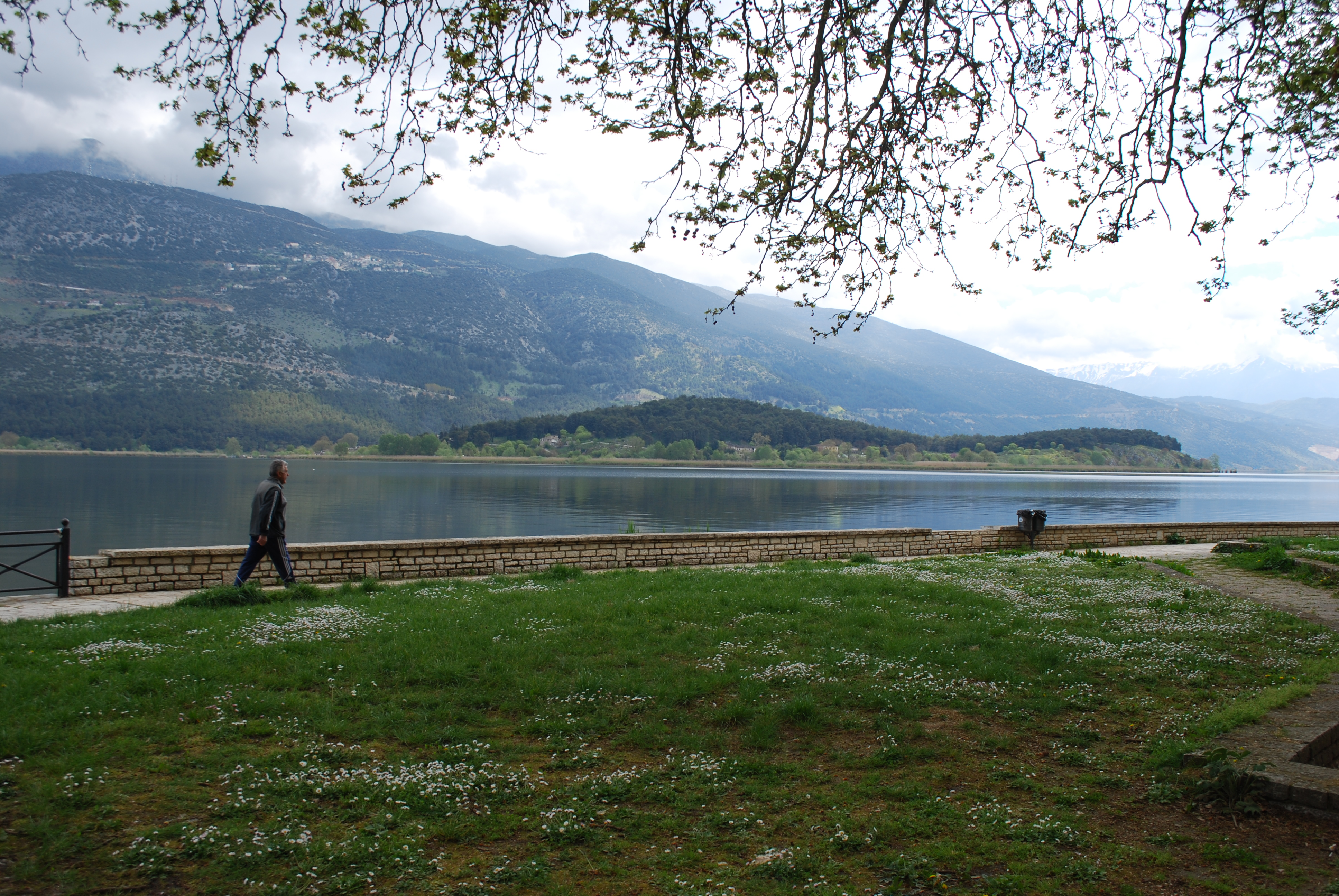
Bords de lac.

## Dans la littérature
- La ville de Janina apparait dans le roman d'Alexandre Dumas, Le comte de Monte-Christo (« On vous écrit de Janina »)